# NGC 5736
NGC 5736 ist eine 14,3 mag helle Spiralgalaxie vom Hubble-Typ Sa im Sternbild Bärenhüter und etwa 377 Millionen Lichtjahre von der Milchstraße entfernt. 
Sie wurde am 19. April 1887 von Lewis A. Swift entdeckt.